# Alberto Cunha
Alberto Cunha (Vigo, Pontevedra, Galicia, 1 de agosto de 1973) es un actor, músico, imitador, compositor y humorista español.

## Biografía
Comenzó su carrera de forma temprana, presentando su primera maqueta musical a los 6 años de edad. Posteriormente continuó su actividad artística en el teatro, para a los 17 años presentar su primer programa en televisión, Tarde Taina, en 1991. Ahí comenzó sus actuaciones como showman por toda España con un espectáculo de música y humor. Es colaborador a su vez de varios programas de radio y televisión.
Ha trabajado como tenor durante varios años para la Orquesta Sinfónica de Melide (la tercera en importancia en Galicia), con varios programas musicales diferentes. Asimismo Alberto Cunha ha compartido escenario con importantes figuras de la canción y el humor.
En el año 2001 publica su primer trabajo discográfico, "Alberto", en el que destaca su faceta de crooner recuperando importantes temas musicales. En el 2004 publicó "Ahora", un CD repleto de temas de su propia autoría, destacando una versión de "Ne me quitte pas" de Jacques Brel, acompañado al piano por Teo Cardalda de Cómplices.
Acaba de lanzar al mercado un nuevo CD en gallego con temas de Andrés Dobarro, Luis Emilio Batallán, etc. y con adaptaciones autorizadas por sus autores de temas de Sabina, Serrat, Rafael Amor o Pepe Domingo Castaño.

## Programas de televisión
- Tarde Taina (1990-1991): Presentador y actor en los sketches de este programa infantil de la Televisión de Galicia
- Vigo sin fronteras (2000-2003):Presentador y showman
- Supermaster (verano de 2006): Presentador y actor en los sketches de este programa musical

## Discografía
- Alberto (2001)
- Ahora (2004) (Zouma Records)
- Contra Tempo (2008)

## Otros
- Compuso letra e interpretó la sintonía de Pratos combinados (TVG).
- Compuso e interpretó la sintonía de Gran Verbena (TVG).
- Cantante del trío acústico Creole Kings.

## Premios
- Mejor actor infantil y juvenil en 1991 con la obra "Os vellos non deben de namorarse" de Castelao.
- Campeón gallego de karaoke en 1994.
- Ganador del programa concurso de la Televisión de Galicia "Tequelexou" (2001).